# Eublemma nigrilinea
Eublemma nigrilinea là một loài bướm đêm trong họ Erebidae.